# 하뉴역
하뉴역(일본어: 羽生駅, はにゅうえき)은 일본 사이타마현 하뉴시에 있는 도부 철도와 지치부 본선의 역이다.
도부 철도 이세사키 선과 지치부 철도 지치부 본선의 환승역이다.

## 역사
- 1903년 4월 23일: 도부 철도의 역 영업 개시.
- 1921년 4월 21일: 호쿠토 철도의 영업 개시.
- 1922년 8월: 호쿠토 철도가 지치부 철도에 합병.
- 1992년 9월 21일: 당역 ~ 가와마타 역 구간이 복선화되고 당역 시,종착 열차가 폐지됨.
- 2004년 10월 22일: 교상역사 공용 개시. 도부 철도 지치부 철도의 개찰을 분리.
- 2006년 3월 18일: 도부 철도의 역이 2면 4선화가 됨.
- 2012년 3월 17일: 도부 철도의 역에 TI 07의 역 번호 도입.
- 2013년 3월 26일: 도부 철도의 역에 발차 멜로디 도입.

## 역 구조
동서연결통로를 겸한 교상 역사를 가지고 있어 도부 철도와 지치부 철도의 개찰구는 따로 위치한다. 예전에는 도부 철도 관할역에서 개찰구는 공유하고 있었지만 교상 역사의 준공으로 2004년 10월 22일부터 도부 철도와 지치부 철도의 개찰 분리되었다. 도부 철도와 지치부 철도가 함께 개찰 내에 남녀별 수세식 화장실이 설치되어 있다.

### 도부 철도
섬식 승강장 2면 4선의 지상역이다. 도부 스테이션 서비스에 의한 업무위탁역이다. 역 번호는 TI 07이다.
2006년 3월 18일의 다이아 개정 시, 상행 승강장에 대피선(1번 선)이 신설되어 가와마타 역에서 특급 "료모" 통과 대기를 하던 열차가 당역에서 통과 대기를 하는 형태로 변경되었다.
예전에는 도네가와 교량을 끼고 가와마타 역 사이가 단선 구간이 되었으며, 당역 회송 준급행 열차가 다수 설정되어 있었지만, 1988년 8월 9일의 다이아 개정으로 상하 2왕복으로 감소하고 1992년 9월 21일의 다이아 개정 시 당역 ~ 가와마타 역 구간이 복선화되었다. 이로써, 당역 회차 준급행 열차는 없어졌다. 단, 다이아 이상 시에는 임시로 당역 회송의 열차가 설정되는 것이 드물게 있다.
본 역에서 접속하는 지치부 철도를 통해서, 신제 차량의 반입 및 도조 선 차량 검사 및 전배을 위한 회송한다.

#### 승강장
| 번호 | 노선        | 방향 | 행선                                                                                  |
| ---- | ----------- | ---- | ------------------------------------------------------------------------------------- |
| 1・2 | 이세사키 선 | 상행 | 구키・도부 도부쓰코엔・ 도부 스카이트리 라인 기타센주・도쿄 스카이트리・아사쿠사 방면 |
| 3・4 | 이세사키 선 | 하행 | 다테바야시・아시카가시・오타 방면                                                     |

### 지치부 철도
섬식 승강장 1면 2선의 지상역이고 직영역이다. 개찰이 분리되기 전까지는 도부 철도에 역 업무를 위탁하고 있었고, 분리 후에는 지치부 철도 역무원이 배치되어 있다.
도부 철도의 신 승강장(현행의 1번 선)이 설치되기까지, 도부 철도가 1 ~ 3번 선(현재의 2 ~ 4번 선), 지치부 철도가 4,5번 선이었다. 새로운 승강장이 완성된 후에 도부 철도가 번호를 앞당기다 변경될 때 지치부 철도는 변경되지 않아 4번 선이 2개 존재한다. 본 역 승강장에서는 JR 동일본에 준한 디자인의 역명판을 사용하고 있다.
교상역사화 전에는 플랫폼 상에 소바 집이 있었다.

#### 승강장
| 번호 | 노선        | 행선                                                          |
| ---- | ----------- | ------------------------------------------------------------- |
| 4・5 | ■ 지치부 선 | 교다시・구마가야・요리이・나가토로・지치부・미쓰미네구치 방면 |

## 역 주변
- 하뉴 시청
- 하뉴 시 중앙 공원
- 하뉴 시 체육관
- 하뉴 시민 플라자
- 하뉴 시 산업 문화 홀
- 워크 힐스 하뉴
- 하뉴 시립 도서관・향토 자료관
- 하뉴 시 중앙 공민관
- 하뉴 우체국
- 국도 122호선
- 사이타마 준신 단기대학
- 사이타마 현립 하뉴 고등학교
- 사이타마 현립 하뉴 제일 고등학교
- 사이타마 현립 하뉴 실업 고등학교
- 오텐파쿠 공원(오텐파쿠 신사) - 후지 축제가 열린다.
- 일본 정공 사이타마 공장
- 이온 몰 하뉴
- 도네강

## 사진

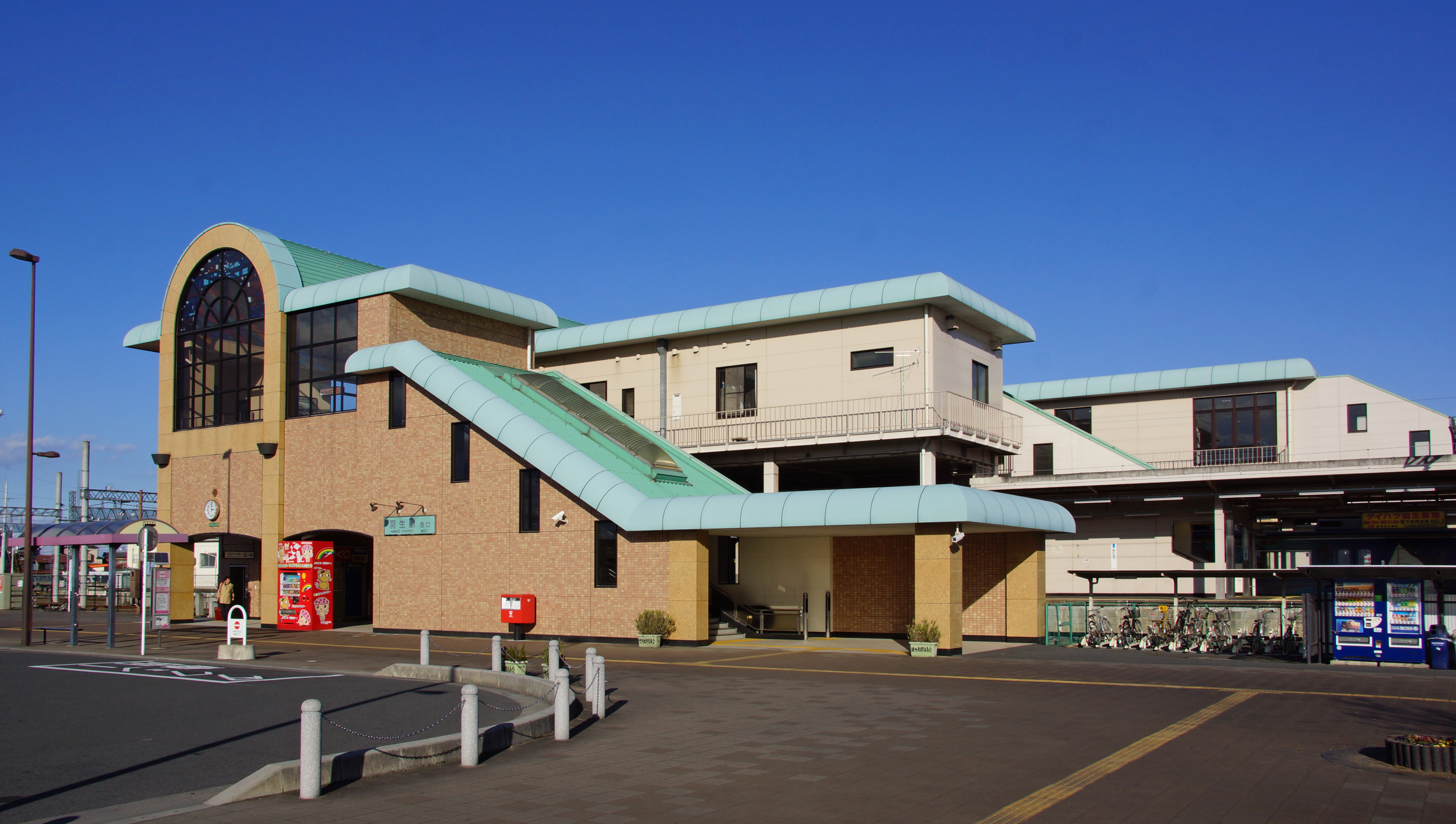
서쪽 출입구
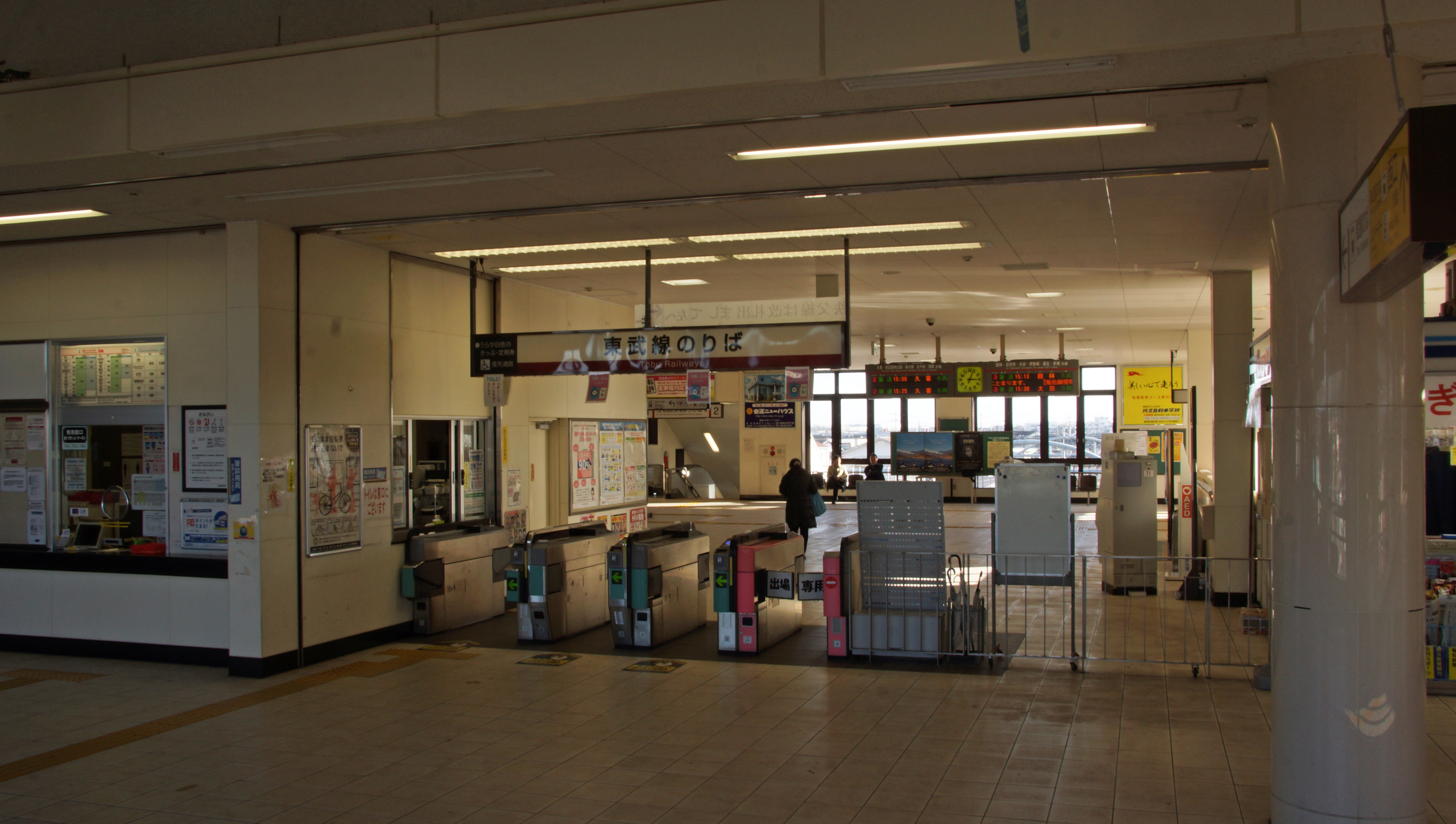
도부 철도 전용 개찰구
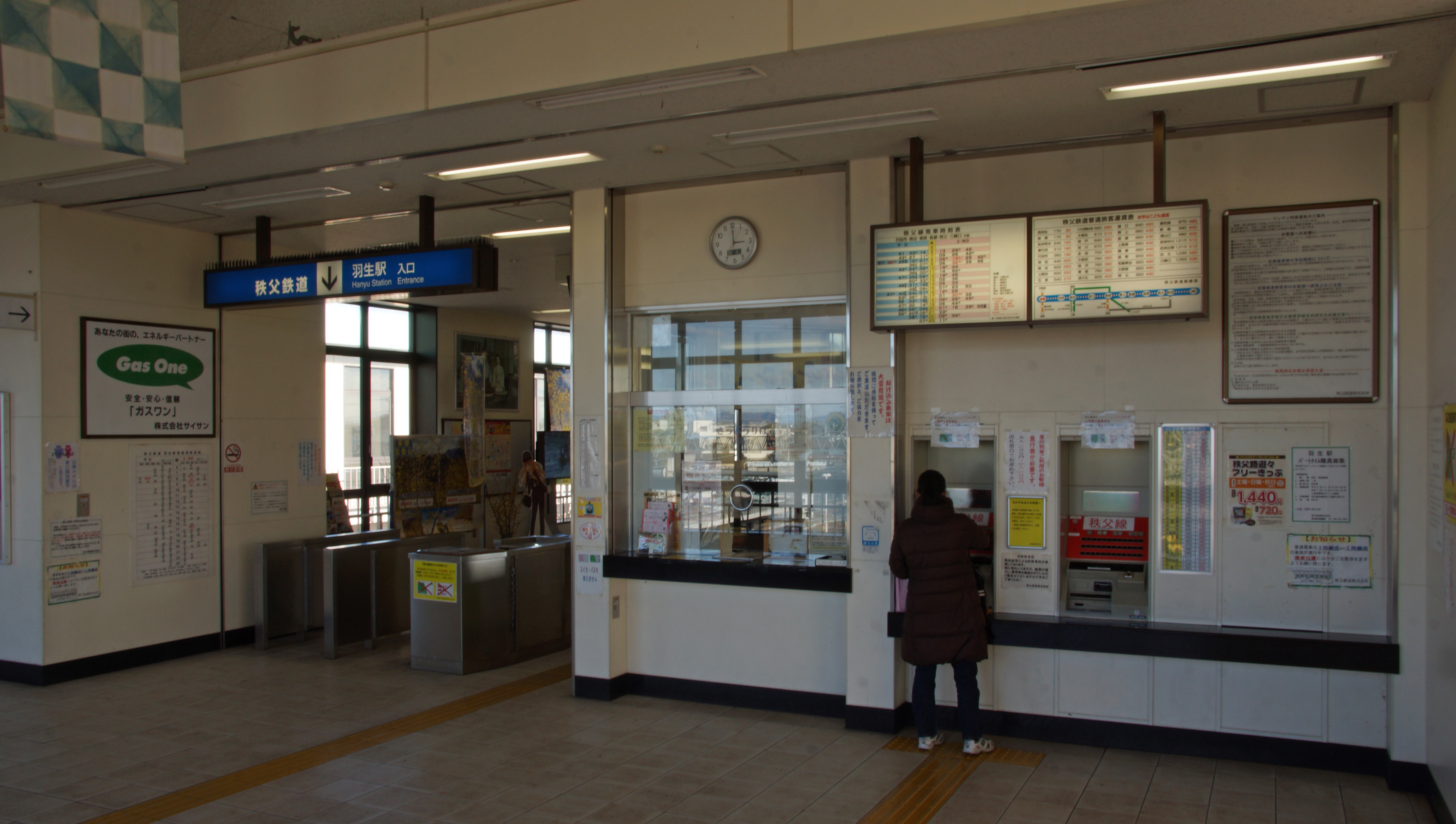
지치부 전용 개찰구
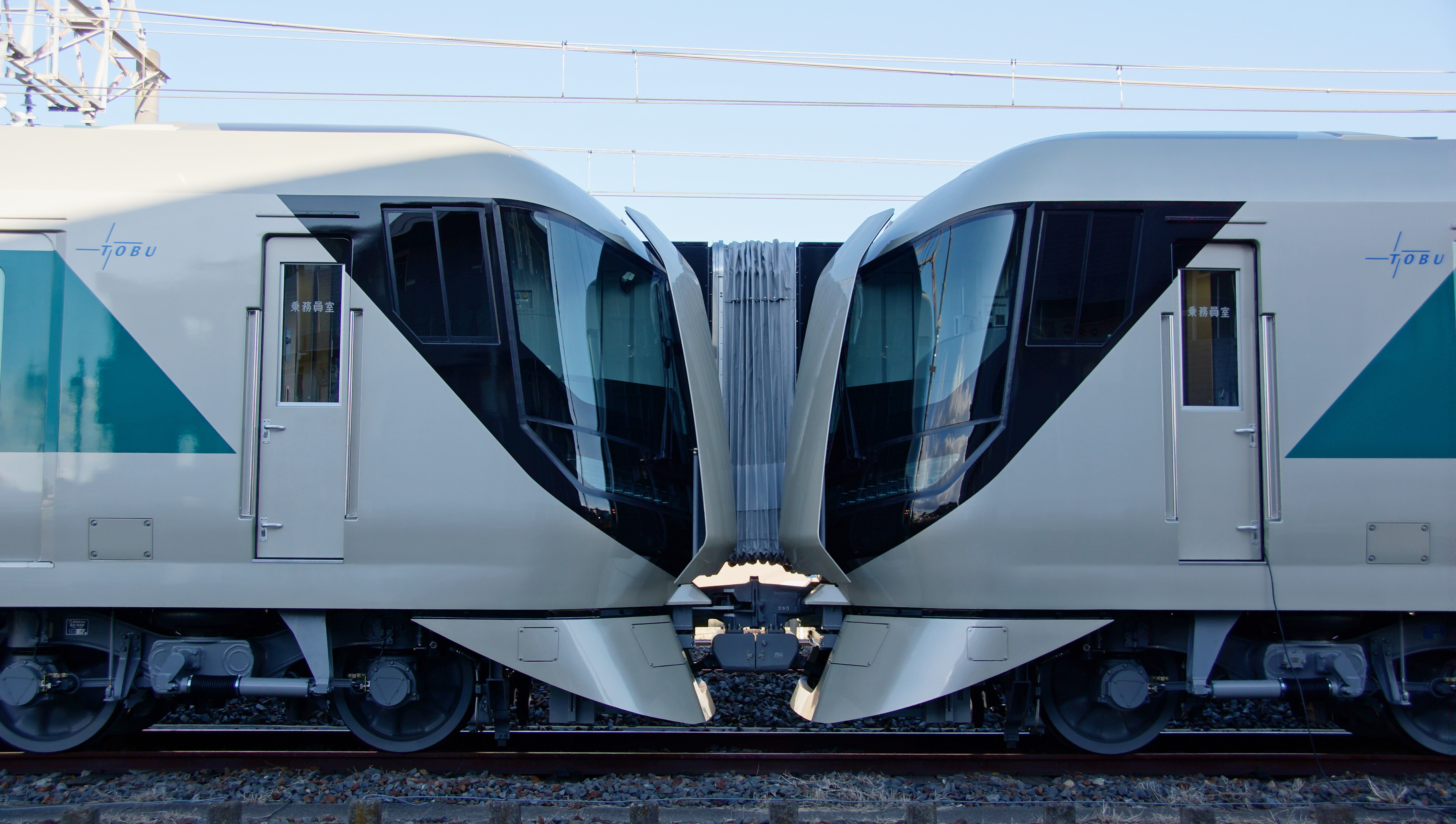
중련 연결되는 모습

## 인접역
| 도부 철도 이세사키 선                 | 도부 철도 이세사키 선          | 도부 철도 이세사키 선        |
| ------------------------------------- | ------------------------------ | ---------------------------- |
| TI 06 미나미하뉴 도부 도부쓰코엔 방면 | ■ 구간 급행 ■ 구간 준급 ■ 보통 | 가와마타 TI 08 이세사키 방면 |
| 지치부 철도 ■ 지치부 본선             |                                |                              |
| 시·종착역                             | 급행 "지치부지 호"             | 교다시 미쓰미네구치 방면     |
| 시·종착역                             | 보통                           | 니시하뉴 미쓰미네구치 방면   |